# NGC 5092
NGC 5092 је елиптична галаксија у сазвежђу Береникина коса која се налази на NGC листи објеката дубоког неба.
Деклинација објекта је + 23° 0' 0" а ректасцензија 13h 19m 51,6s. Привидна величина (магнитуда) објекта NGC 5092 износи 13,5 а фотографска магнитуда 14,5. NGC 5092 је још познат и под ознакама UGC 8376, MCG 4-31-23, CGCG 130-30, CGCG 131-1, PGC 46493.